# 海米斯維爾

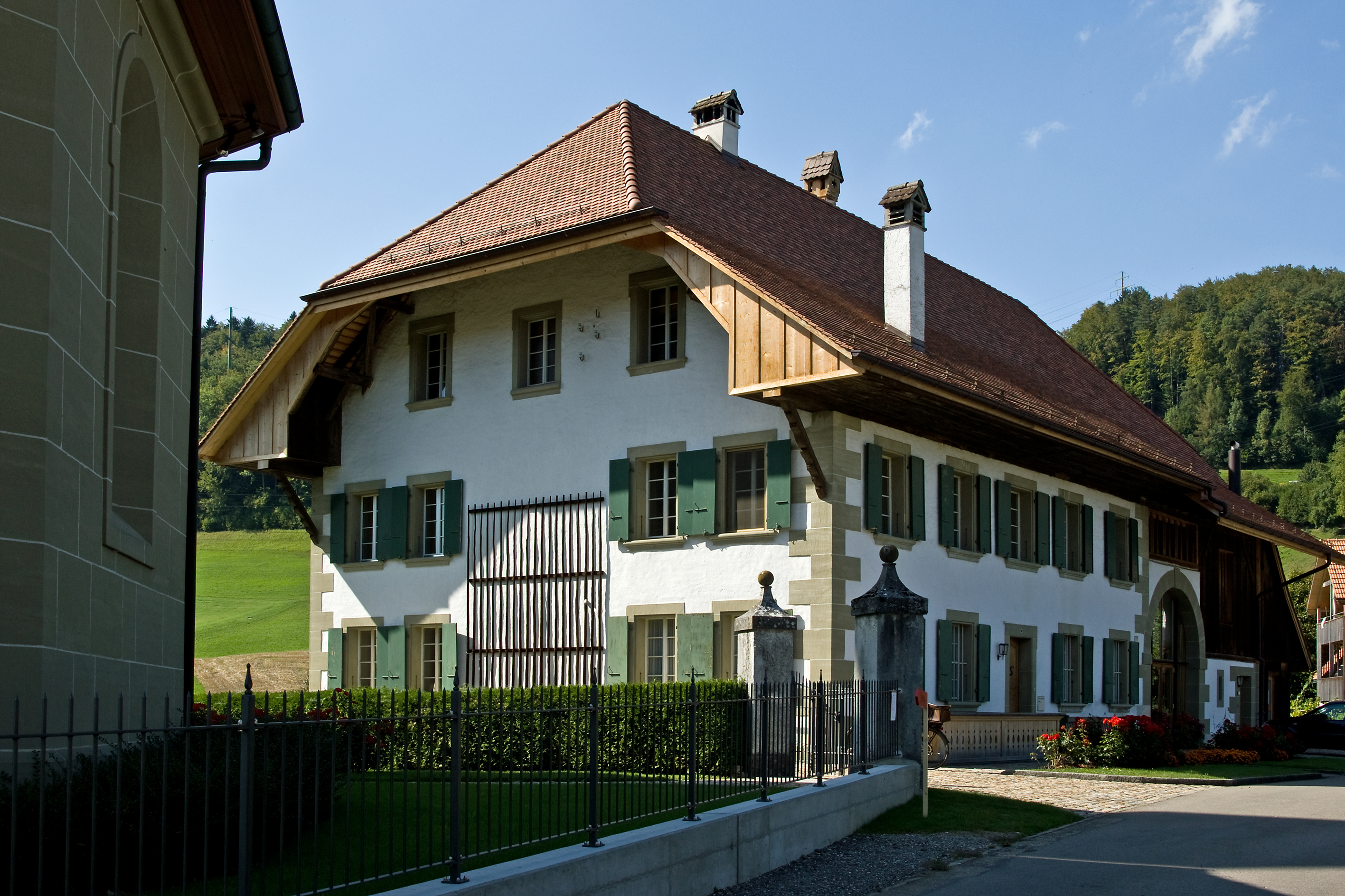

海米斯維爾是瑞士的城鎮，位於該國中西部，由伯恩州負責管轄，面積23.35平方公里，海拔高度615米，2011年人口1,610，八成半人口信奉基督教，人口密度每平方公里69人。